# Geolibertarianism
Geolibertarianismul este o ideologie politică și economică care integrează libertarianismul cu georgismul. Ea favorizează un sistem de impozitare bazat pe veniturile obținute din pământ și resurse naturale, în loc de muncă, ca în georgism, cuplat cu un model minimalist de guvernare, ca în libertarism.
Geolibertarii recunosc dreptul la proprietate privată asupra pământului, dar numai dacă se plătește o recompensă echitabilă comunității pentru pierderea accesului la acel pământ. Unii geolibertari lărgesc baza de impozitare pentru a include epuizarea resurselor, daunele mediului și alte accesorii ale utilizării terenurilor.
Un rezumat succint al acestei filozofii poate fi găsit în pamfletul lui Thomas Paine din 1797, Justiția agrară: „Oamenii nu au făcut pământul. Numai valoarea îmbunătățirilor, și nu pământul însuși, este proprietatea individuală. Fiecare proprietar datorează comunității o rentă a pământului pentru pământul pe care îl deține”.

## Prezentare generală
Geolibertarienii susțin că spațiul geografic și resursele naturale brute - orice bun care se califică drept teren prin definiție economică - sunt bunuri rivale care trebuie considerate proprietate comună sau, mai exact, neproprietate, la care toți indivizii împărtășesc un drept uman egal la acces, nu bogăția de capital care trebuie să fie privatizat integral si absolut. Prin urmare, proprietarii terenurilor ar trebui să plătească comunității o despăgubire în funcție de valoarea chiriei stabilită de piața liberă, în lipsa oricăror îmbunătățiri, pentru dreptul civil de uzufruct (adică posesia exclusivă recunoscută legal cu restricții privind abuzul de proprietate) sau altfel titlu cu taxă simplă fără astfel de restricții. În mod ideal, impozitarea unui teren ar fi administrată numai după ce s-a stabilit că chiria economică capturată în mod privat de pe teren depășește cota egală a titularului de titlu din valoarea totală a terenului în jurisdicție.
Pe această propunere, chiria se încasează nu pentru simpla ocupare sau folosință a terenului, întrucât nici comunitatea, nici statul nu dețin de drept bunurile comune, ci mai degrabă ca o indemnizație evaluată obiectiv datorată pentru dreptul legal de a exclude pe alții de pe acel teren. Unii geolibertari susțin, de asemenea, taxele pigoviane asupra poluării și taxele de despăgubire pentru a reglementa epuizarea resurselor naturale și taxele compensatorii cu efecte auxiliare pozitive asupra mediului asupra activităților care au un impact negativ asupra valorilor terenurilor. Ei adoptă poziția standard de drept libertariană, potrivit căreia fiecare individ are în mod natural dreptul la roadele muncii lor ca proprietate privată exclusivă, spre deosebire de bunurile produse care sunt deținute în mod colectiv de societate sau de guvern care acționează pentru a reprezenta societatea și că „munca, salariile și produsele muncii” unei persoane nu ar trebui să fie impozitate. Alături de non-georgiștii din mișcarea libertariană, aceștia pledează și pentru legea egalității de libertate , susținând „libertăți civile depline, fără crime decât dacă există victime care au fost invadate”.